# Gunnar Huseby
Gunnar Huseby (né le 4 novembre 1923 et mort le 28 mai 1995) est un athlète islandais spécialiste du lancer du poids.

## Carrière

### Palmarès
| Date | Compétition           | Lieu      | Résultat | Performance |
| ---- | --------------------- | --------- | -------- | ----------- |
| 1946 | Championnats d'Europe | Oslo      | 1er      | 15,56 m     |
| 1950 | Championnats d'Europe | Bruxelles | 1er      | 16,74 m     |

### Records
| Épreuve         | Performance | Lieu      | Date |
| --------------- | ----------- | --------- | ---- |
| Lancer du poids | 16,74 m     | Bruxelles | 1950 |